# Otto Bosch
Otto Bosch (* 8. Februar 1894 in Truchtelfingen; † 5. März 1979 in München) war ein deutscher Lehrer und von 1932 bis 1945 Kreisleiter der NSDAP im Landkreis Schwäbisch Hall.

## Leben
Bosch, der in Michelfeld als Volksschullehrer tätig war, trat zum 1. März 1930 der NSDAP bei (Mitgliedsnummer 212.501). Im Jahr 1932 wurde er Kreisleiter im Nebenamt, 1933 wurde er zum Volksschulrektor in Schwäbisch Hall ernannt und 1938 wurde er hauptamtlicher Kreisleiter der NSDAP. 
1945 wurde Bosch auf der Flucht gefasst und von den Amerikanern auf dem Marktplatz in Schwäbisch Hall zur Schau gestellt. 1948/49 wurde er beim Prozess um die Brandstiftung der Synagoge in Steinbach am 10. November 1938 zu einer Haftstrafe von einem Jahr und drei Monaten verurteilt, da er die Anweisung zur Brandstiftung gegeben hatte und anschließend der Feuerwehr den Befehl gab, ihre Löschversuche einzustellen. Da er bereits drei Jahre und drei Monate im Internierungslager Ludwigsburg gewesen war, musste er diese Strafe nicht verbüßen.
Bei der Entnazifizierung im Jahr 1948 wurde Otto Bosch als Belasteter eingestuft. Ab 1952 war er Geschichts- und Erdkundelehrer in Ottendorf. 1955 wurde er zum Mitläufer herabgestuft, 1957 als Beamter übernommen und zum Schulleiter ernannt. Im Jahr 1959 ging er in Pension.